# Honda Civic 6. Generation
Die sechste Generation des Honda Civic wurde von September 1995 bis Dezember 2000 gebaut.
Bei dieser Civic-Baureihe standen diverse Karosserievarianten zur Auswahl: drei- und fünftüriges Schrägheck, zweitüriges Coupé, viertüriges Stufenheck und fünftüriger Kombi. Gebaut wurden die einzelnen Varianten in unterschiedlichen Werken. Das Coupé wurde in den USA gefertigt, die Drei- und Viertürer in Japan und Swindon, der Fünftürer sowie der Kombi in dem neuen Werk in Swindon (England).

## Karosserievarianten
Zunächst gab es die dreitürigen sowie fünftürigen Schräghecklimousinen. Im Frühjahr 1996 folgten die Stufenheckvariante sowie ein Coupé.
Im April 1998 wurde der Fünftürer überarbeitet und der auf diesem basierende Kombi mit dem Zusatz Aerodeck wurde eingeführt. Im März 1999 erhielten Drei- und Viertürer ebenfalls ein umfassendes Facelift.
Auf dem Stufenheck bzw. dem Dreitürer basiert auch der japanische Honda Orthia.

## Motoren
Dem Honda Civic stand ab November 1995 eine breit gefächerte Palette an Otto-Motoren zur Auswahl. Als Einstiegsvariante diente ein 1,4-l-Motor mit 55 kW (75 PS). Als Top-Motorisierung stand im Coupé, dem Schrägheck (Hatchback) und der Limousine ein 1,6 Motor mit 118 kW (160 PS) zur Verfügung, im Fünftürer sowie dem Aerodeck (Kombi) kam für diese Zwecke ein 124 kW (169 PS) starker 1,8-l-Motor zum Einsatz. Alle diese Motoren sind ausnahmslos Reihenvierzylinder.
Im Ausland stand beim Fünftürer und Aerodeck auch ein 2,0-l-Turbodieselmotor von Rover mit Direkteinspritzung und Ladeluftkühler zur Auswahl.
Der ab 1997 nur in Japan angebotene Type R wurde nur mit einem 1,6-l DOHC VTEC-Motor mit 136 kW (185 PS) gefertigt.

## Getriebe
Um die Motorleistung auf die Räder zu übertragen, standen bei fast allen Modellen ein manuelles Fünfganggetriebe und ein Automatikgetriebe zur Auswahl.
Im 1.6i ES (EK1) wurde als einziges Getriebe ein CVT-Getriebe angeboten.

## Modellpflege (Drei- und Viertürer)
Vorgenommene Änderungen:

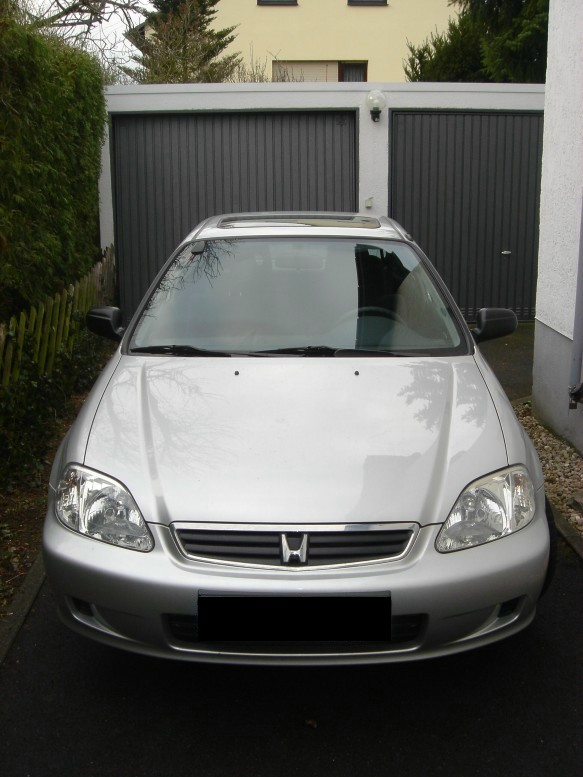
Honda Civic (1999–2001)

- Front- und Heckstoßfänger inkl. Aufprallschutzstreben
- Motorhaube inkl. Spritzdüsen
- Kühlergrill
- Scheinwerfer
- Heckleuchten
- Kotflügel (vorne)
- Frontsitze / Kopfstützen
- Muster der Sitzpolsterung
- Bremsanlage
- div. Innenverkleidungen
- Sitzbankverstrebung

Im März 1999 wurde der Civic überarbeitet. Die modifizierten Heckleuchten sind nun zweifarbig. Das orangefarbene Blinkerglas wurde durch ein, den Gläsern der Rückfahrscheinwerfer angepasstes, weißes Glas ersetzt. Außerdem wurde die Blinkergläser der Frontscheinwerfer der Glasoptik des restlichen Scheinwerfers angepasst. Die Änderungen an den Stoßstangen machen sich dadurch bemerkbar, dass die, vormals in die Stoßstangen integrierten, Rammschutzinlays entfernt wurden. Augenfällig ist auch eine weitere Änderung an der Frontschürze: unter den Scheinwerfern kann in den dafür vorgehaltenen Platz ein Set Nebelscheinwerfer (Zubehör) installiert werden. Im Gegensatz zum ursprünglichen ist der Grill, mitsamt dem Honda-Emblem, größer geworden.

## Coupé
Die Modelle 1.6 Si und 1.6 SiR wurden nur mit einem Schaltgetriebe mit fünf Gängen angeboten, waren aber in Deutschland nicht erhältlich, während bei den Modellen 1.6i LS und 1.6i SRi ein Schaltgetriebe mit fünf Gängen und ein Automatikgetriebe mit vier Stufen angeboten wurde.

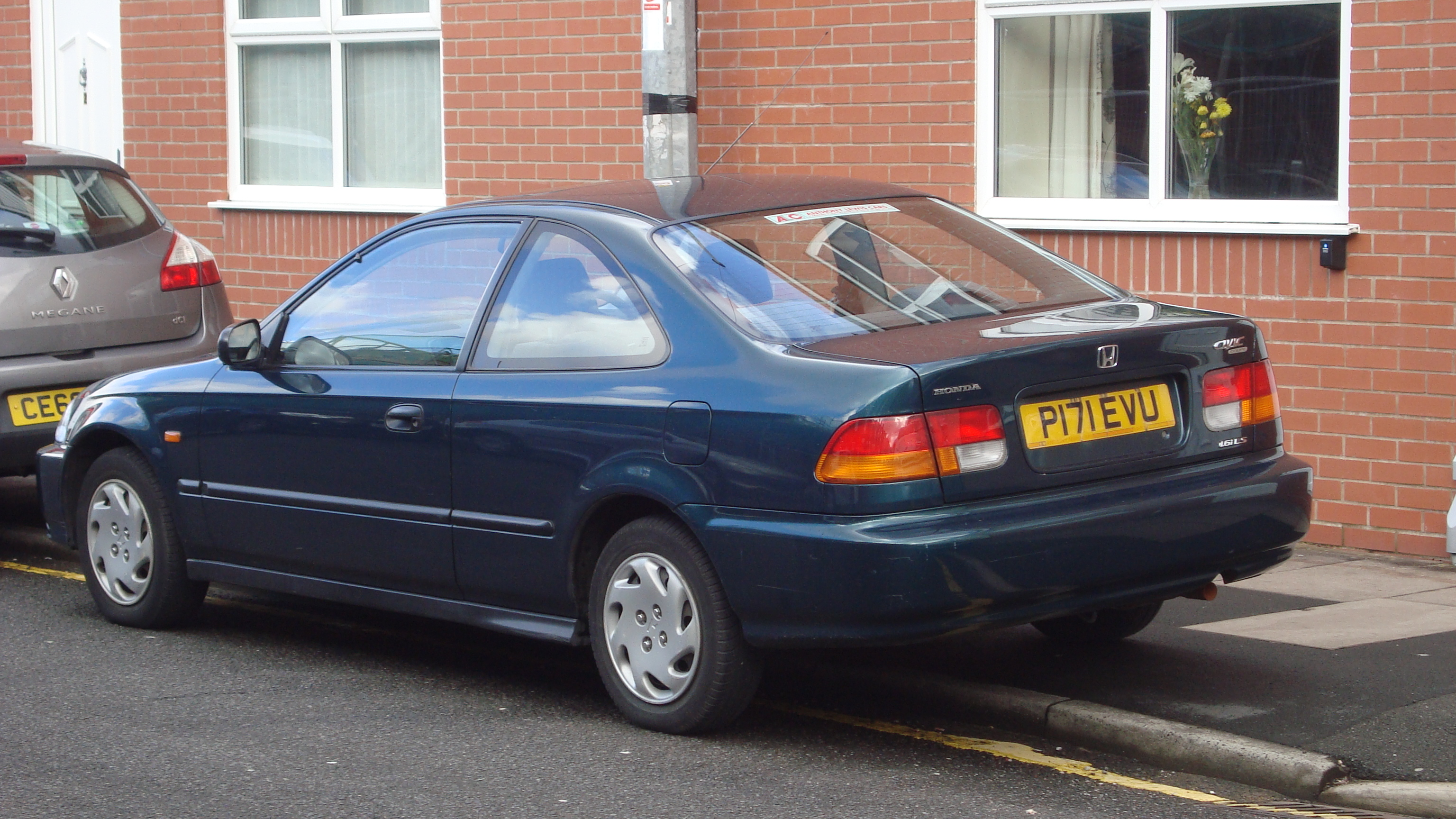
Honda Civic Coupé (1996–2000)

| Modell       | Modellcode | Bauzeit         | Hubraum  | Leistung kW (PS) | Motorcode | VTEC   |
| ------------ | ---------- | --------------- | -------- | ---------------- | --------- | ------ |
| 1.6i LS      | EJ6        | 03/1996–12/2000 | 1590 cm³ | 77 (105)         | D16Y7     | nein   |
| 1.6 HX       | EJ7        | 03/1996–12/2000 | 1590 cm³ | 85 (115)         | D16Y5     | VTEC-E |
| 1.6i SRi     | EJ8        | 03/1996–12/2000 | 1590 cm³ | 92 (125)         | D16Y8     | ja     |
| 1.6 Si / SiR | EM1        | 03/1999–12/2000 | 1595 cm³ | 118 (160)        | B16A2     | ja     |

1. 1 2  nicht auf dem deutschen Markt

## Dreitürer (Hatch)

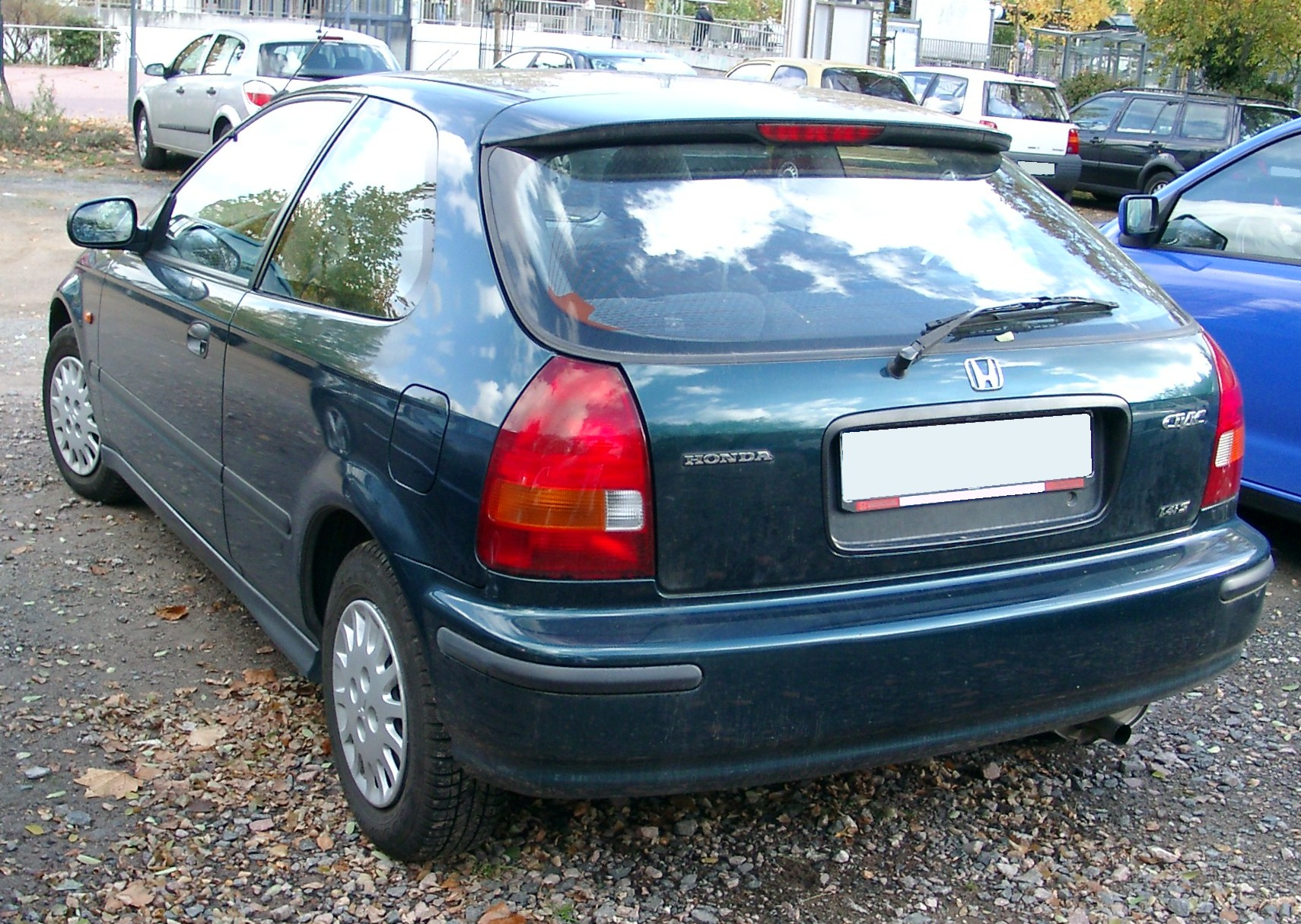
Heckansicht

Die Modelle 1.4i und 1.6 VTi wurden ausschließlich mit einem manuellen Fünfganggetriebe ausgeliefert. Für die Modelle 1.4i S, 1.5i und 1.5i LS standen ein manuelles Fünfganggetriebe und ein vierstufiges Automatikgetriebe zur Auswahl. Ab dem Baujahr 2000 wurde der 1.5i LS nur noch mit manuellem Fünfganggetriebe angeboten. In den Modellen 1.6i S und 1.6i ES wurde alleinig ein stufenloses Getriebe
(CVT) angeboten.
| Modell  | Modellcode | Bauzeit         | Hubraum  | Leistung kW (PS) | Motorcode | VTEC   | Abgasnorm       |
| ------- | ---------- | --------------- | -------- | ---------------- | --------- | ------ | --------------- |
| 1.3     | EK2        | 09/1995–03/1998 | 1343 cm³ | 67 (91)          | D13B      |        |                 |
| 1.3     | EK2        | 04/1998–12/2000 | 1343 cm³ | 67 (91)          | D13B      |        |                 |
| 1.4i    | EJ9        | 09/1995–03/1999 | 1396 cm³ | 55 (75)          | D14A3     | Nein   | Euro 2          |
| 1.4i    | EJ9        | 03/1999–12/2000 | 1396 cm³ | 55 (75)          | D14Z1     | Nein   | D 3 oder Euro 3 |
| 1.4i S  | EJ9        | 09/1995–03/1999 | 1396 cm³ | 66 (90)          | D14A4     | Nein   | Euro 2          |
| 1.4i S  | EJ9        | 03/1999–12/2000 | 1396 cm³ | 66 (90)          | D14Z2     | Nein   | D 3 oder Euro3  |
| 1.6i ES | EK1        | 09/1995–03/1998 | 1590 cm³ | 84 (114)         | D16Y5     | VTEC-E | Euro 2          |
| 1.6i ES | EK1        | 04/1998–12/2000 | 1590 cm³ | 84 (114)         | D16Y5     | VTEC-E | Euro 2          |
| 1.5i LS | EK3        | 09/1995–03/1998 | 1493 cm³ | 84 (114)         | D15Z6     | VTEC-E | Euro 2          |
| 1.5i LS | EK3        | 04/1998–12/2000 | 1493 cm³ | 84 (114)         | D15Z6     | VTEC-E | Euro 2          |
| 1.6 VTi | EK4        | 11/1995–12/2000 | 1595 cm³ | 118 (160)        | B16A2     | ja     | Euro 2          |
| Type R  | EK9        | 01/1997–12/2000 | 1595 cm³ | 136 (185)        | B16B      | ja     |                 |

1. 1 2  nicht auf dem deutschen Markt
2. 1 2  nur auf dem japanischen Markt

## Viertürer

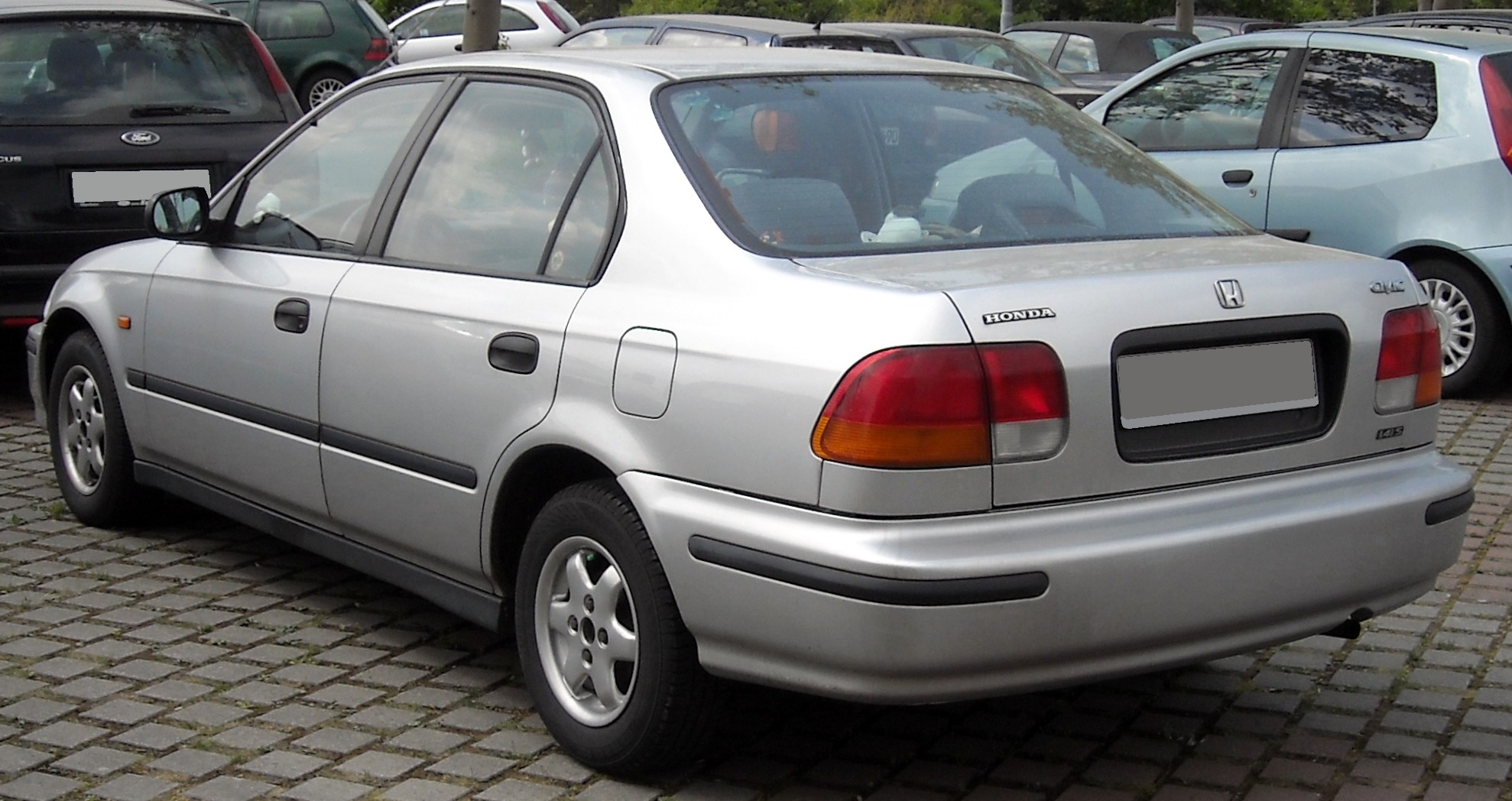
Honda Civic Limousine (1996–1999)

| Modell                 | Modellcode | Bauzeit         | Hubraum  | Leistung kW (PS) | Motorcode | VTEC   |
| ---------------------- | ---------- | --------------- | -------- | ---------------- | --------- | ------ |
| 1.4i                   | EJ9        | 01/1996–12/2000 | 1396 cm³ | 55 (75)          | D14A4     | nein   |
| 1.4i S                 | EJ9        | 01/1996–12/2000 | 1396 cm³ | 66 (90)          | D14A8     | nein   |
| 1.5i LS                | EK3        | 01/1996–12/2000 | 1493 cm³ | 84 (114)         | D15Z6     | VTEC-E |
| 1.6 VTi                | EK4        | 01/1996–12/2000 | 1595 cm³ | 118 (160)        | B16A2     | ja     |
| 1.6 RTi (4WD)          | EK5        | 01/1996–12/2000 | 1595 cm³ | 88 (120)         | D16A      |        |
| 1.6 Lev (4WD) / Lev II | EK8        | 01/1996–12/2000 | 1595 cm³ | 77 (105)         | D16A      |        |
| 1.6 GX                 | EN1        | 01/1996–12/2000 | 1595 cm³ | 81 (110)         | D16B5     |        |

1. 1 2 3 4 5 6  nicht auf dem deutschen Markt

## Fünftürer
Fünftürer und Kombi weichen in Karosseriegestaltung und Interieur stark von den anderen Modellen ab. Sie basierten auf dem Honda Domani.
Die Ähnlichkeit der Schrägheckfünftürer zum Rover 400 begründet sich in der Zusammenarbeit von Honda und Rover bei der Entwicklung der Autos.

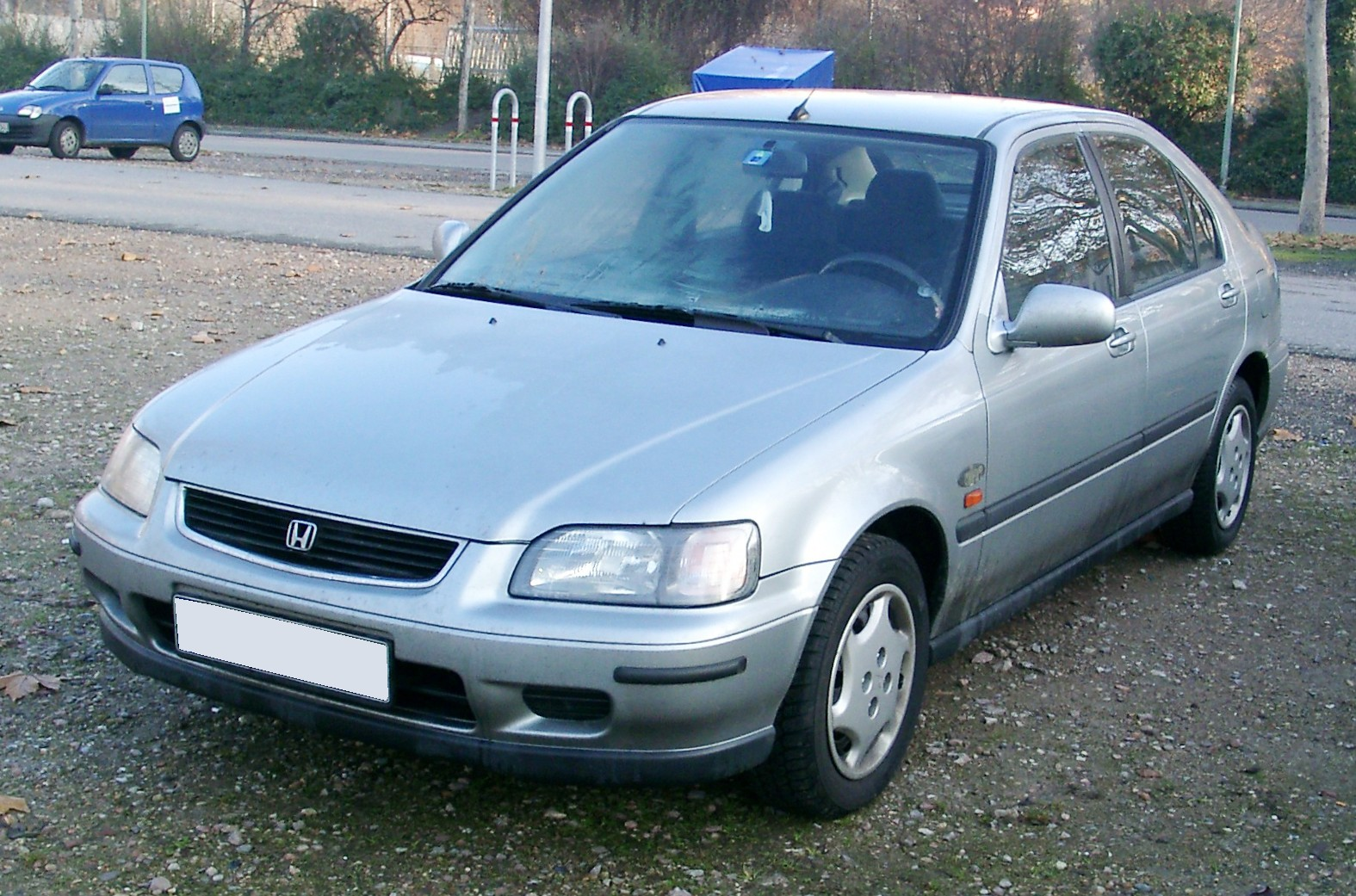
Honda Civic Fünftürer (1995–1998)

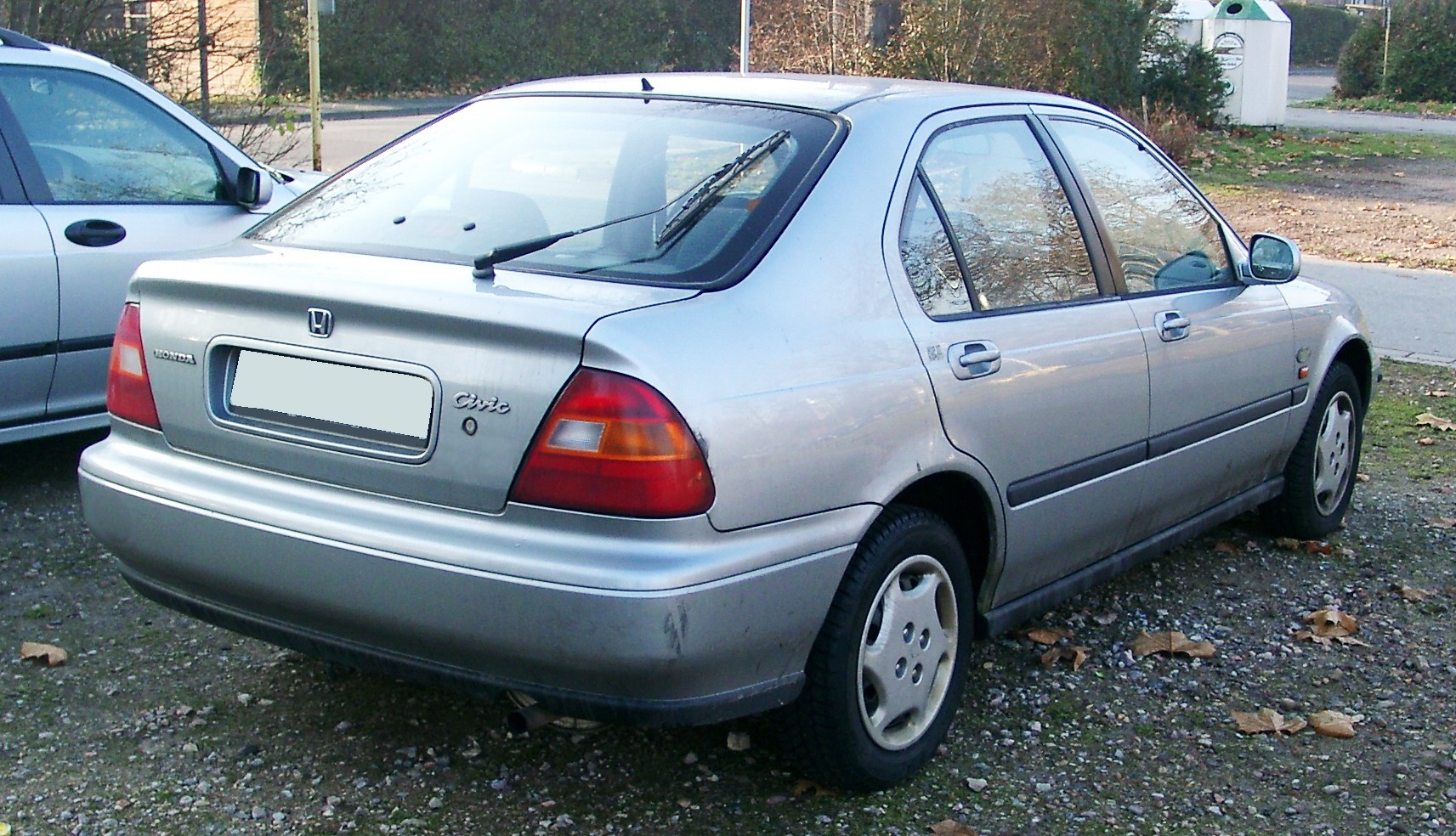
Heckansicht

| Modell                | Modellcode | Bauzeit         | Hubraum  | Leistung kW (PS) | Motorcode | VTEC   |
| --------------------- | ---------- | --------------- | -------- | ---------------- | --------- | ------ |
| 1.4i                  | MA8        | 09/1995–03/1998 | 1396 cm³ | 55 (75)          | D14A3     | nein   |
| 1.4i S                | MA8        | 09/1995–03/1998 | 1396 cm³ | 66 (90)          | D14A2     | nein   |
| 1.5i                  | MA9        | 09/1995–03/1998 | 1493 cm³ | 66 (90)          | D15Z3     | VTEC-E |
| 1.6i LS               | MB1        | 09/1995–03/1998 | 1590 cm³ | 83 (113)         | D16Y3     | nein   |
| 1.6i SR               | MB1        | 09/1995–03/1998 | 1590 cm³ | 93 (126)         | D16Z9     | ja     |
| 1.6i SR               | MB1        | 09/1995–03/1998 | 1590 cm³ | 93 (126)         | D16Y2     | ja     |
| 1.4i                  | MB2        | 04/1998–12/2000 | 1396 cm³ | 55 (75)          | D14A7     | nein   |
| 1.4i S                | MB2        | 04/1998–12/2000 | 1396 cm³ | 66 (90)          | D14A8     | nein   |
| 1.5i                  | MB3        | 08/1997–12/2000 | 1493 cm³ | 84 (114)         | D15Z8     | VTEC-E |
| 1.6i LS               | MB4        | 04/1998–12/2000 | 1590 cm³ | 85 (115)         | D16B2     | nein   |
| 1.8 VTi               | MB6        | 04/1998–12/2000 | 1797 cm³ | 124 (169)        | B18C4     | ja     |
| 2.0i TD (Turbodiesel) | MB7        | 04/1998–12/2000 | 1994 cm³ | 63 (86)          | 20T2R     | nein   |

1. ↑  nicht auf dem deutschen Markt
2. ↑  Motor stammt von Rover

## Aerodeck

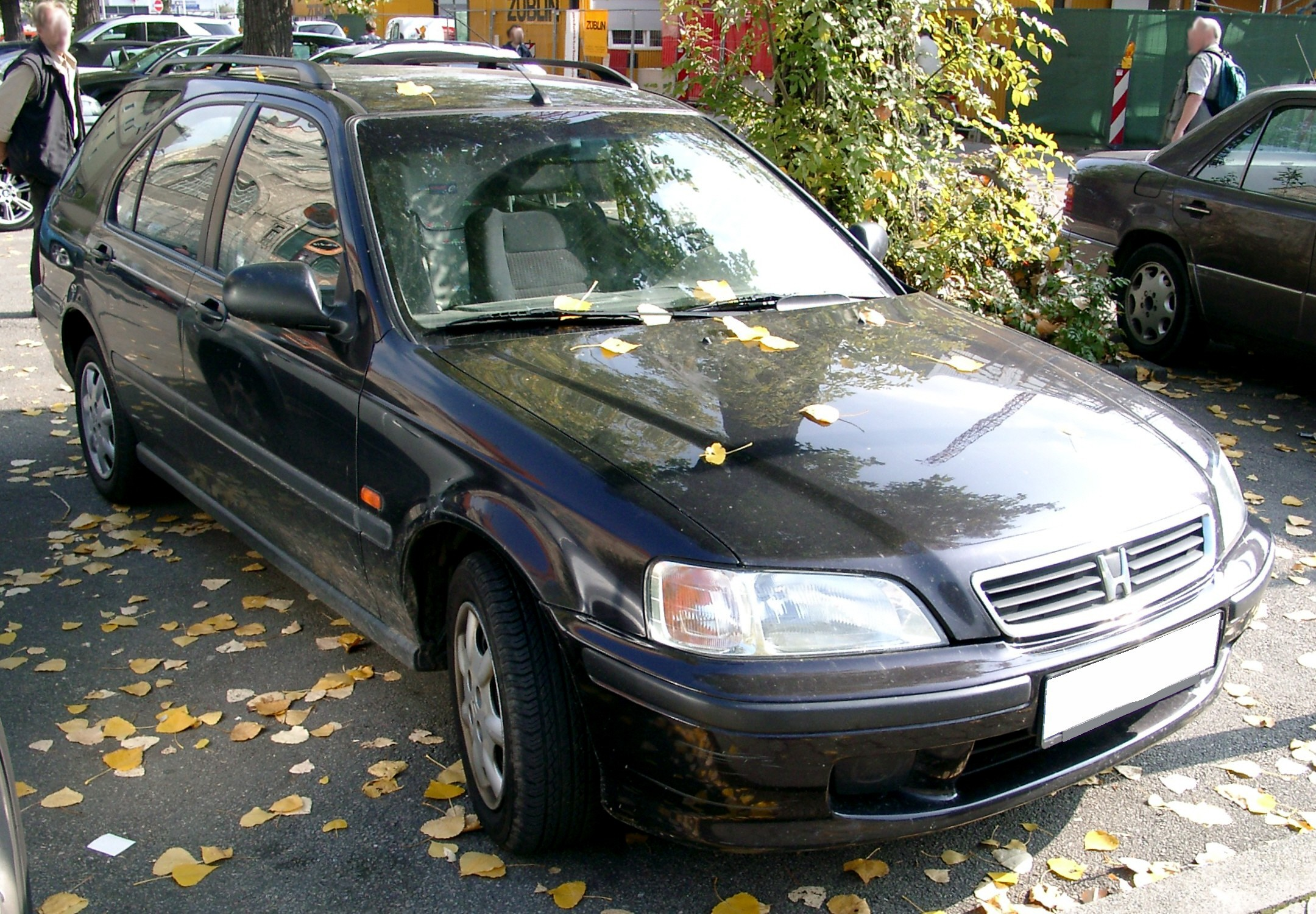
Honda Civic Aerodeck (1998–2000)

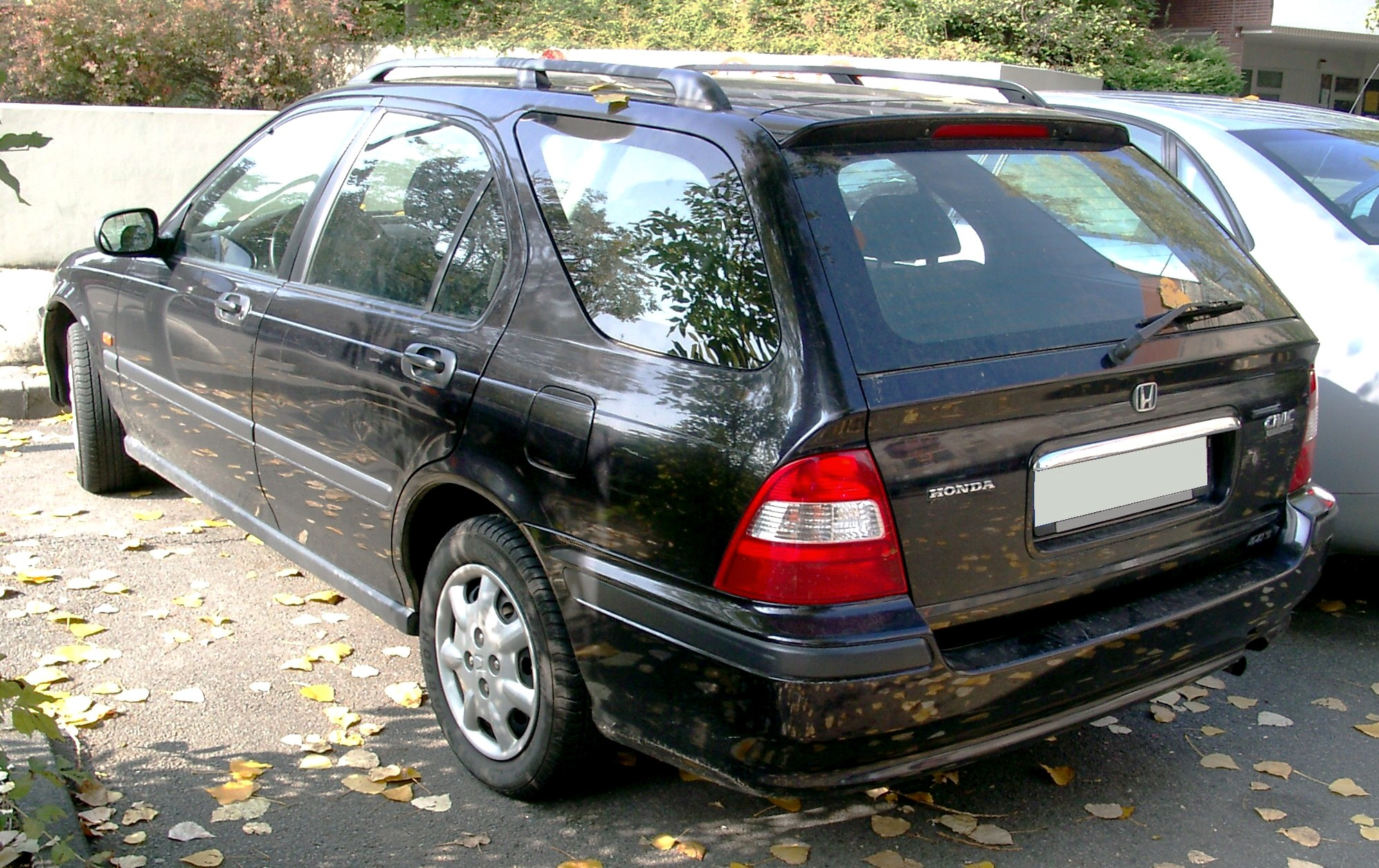
Heckansicht

Der Civic Aerodeck wurde von Honda im April 1998 eingeführt und basiert auf der Plattform des Fünftürers. Der Aerodeck wurde in Hinsicht auf den europäischen Markt entworfen und wurde von den Honda-Design-Zentren in Offenbach am Main und Swindon entworfen und konstruiert. Gebaut wurde der Aerodeck in Swindon.
Für jeden Motor wurde ein Schaltgetriebe mit fünf Gängen angeboten, im Modell 1.4i S wurde auch ein Automatikgetriebe mit vier Gängen angeboten. Der 1.6i LS war 1998 ausschließlich mit dem Viergang-Automatikgetriebe lieferbar, 1999 wurde auch bei diesem Modell ein Fünfgang-Schaltgetriebe angeboten.
Im Vergleich zum Fünftürer wurden beim Aerodeck einige Karosserieteile verstärkt, um eine höhere Steifigkeit des Autos zu erzielen. Verstärkt wurden unter anderem die Fahrwerksaufnahmen und die zentralen Tunnel- und Rahmenteile sowie die A-Säulen und die seitlichen Dachholme.
Der Aerodeck besitzt ein Kofferraumvolumen von 415 l und bei umgeklappter Rückbank 835 l (nach VDA-Norm, bis Fensterunterkante). Bei Beladung bis unter das Dach beträgt das Kofferraumvolumen 1312 l
Die Rückbank kann im Verhältnis 60:40 geteilt werden und erzeugt nach dem Umlegen eine komplett ebene Ladefläche, welche mehr als 1,6 m lang ist.
Bei der ungebremsten Anhängelast liegt das Maximum bei 500 kg unabhängig vom Getriebe. Bei der gebremsten Anhängelast liegt das Maximum bei 1200 kg (Schaltgetriebe) beziehungsweise 1000 kg (Automatikgetriebe). Die Zuladung variiert je nach Modell und Getriebe zwischen 400, 420 und 430 kg.

### Ausstattung
Fahrer- und Beifahrerairbags, ABS und Gurtstraffer sowie Kopfstützen im Front- und Fondbereich und Seitenaufprallschutz durch spezielle Türpolster gehören beim Aerodeck zu den Sicherheitsfeatures der Basisausstattung.
Für den Komfort umfasst die Basisausstattung unter anderem Servolenkung, Zentralverriegelung, Colorverglasung und einen höhenverstellbaren Fahrersitz. Mit Ausnahme des 1.4i haben alle Modelle serienmäßig elektrisch verstellbare Außenspiegel.
Als Zusatzausstattung in den Modellen 1.5i LS und 1.6i LS konnte ein elektrisches Glasschiebedach und eine Zündschlossbeleuchtung geordert werden. In den Modellen 1.4i SR und 1.6i SR konnte der Kunde zusätzlich lackierte Außenspiegel und Türgriffe sowie Leichtmetallfelgen bestellen. Im Topmodell 1.8 VTi standen zudem unter anderem eine Alarmanlage, ein RDS-Cassetten-Radio, Nebelscheinwerfer und Sperrdifferential zur Auswahl.
| Modell    | Modellcode | Bauzeit         | Hubraum  | Leistung kW (PS) | Motorcode | VTEC   |
| --------- | ---------- | --------------- | -------- | ---------------- | --------- | ------ |
| 1.4i      | MB8        | 04/1998–03/1999 | 1396 cm³ | 55 (75)          | D14A7     | nein   |
| 1.4i      | MB8        | 03/1999–12/2000 | 1396 cm³ | 55 (75)          | D14Z3     | nein   |
| 1.4i S    | MB8        | 04/1998–03/1999 | 1396 cm³ | 66 (90)          | D14A8     | nein   |
| 1.4i S    | MB8        | 03/1999–12/2000 | 1396 cm³ | 66 (90)          | D14Z4     | nein   |
| 1.4i SR   | MB8        | 04/1998–03/1999 | 1396 cm³ | 66 (90)          | D14A8     | nein   |
| 1.4i SR   | MB8        | 03/1999–12/2000 | 1396 cm³ | 66 (90)          | D14Z4     | nein   |
| 1.5i      | MB9        | 04/1998–12/2000 | 1493 cm³ | 84 (114)         | D15Z8     | VTEC-E |
| 1.5i LS   | MB9        | 04/1998–03/1999 | 1493 cm³ | 84 (114)         | D15Z8     | VTEC-E |
| 1.6i LS   | MC1        | 04/1998–12/2000 | 1590 cm³ | 85 (115)         | D16B2     | nein   |
| 1.6i LS   | MC1        | 03/1999–12/2000 | 1590 cm³ | 85 (115)         | D16W3     | nein   |
| 1.6i SR   | MC1        | 04/1998–12/2000 | 1590 cm³ | 85 (115)         | D16B2     | nein   |
| 1.6i SR   | MC1        | 03/1999–12/2000 | 1590 cm³ | 85 (115)         | D16W3     | nein   |
| 1.6i SR   | MC1        | 03/1999–12/2000 | 1590 cm³ | 93 (126)         | D16W4     | ja     |
| 1.8 VTi   | MC2        | 04/1998–12/2000 | 1797 cm³ | 124 (169)        | B18C4     | ja     |
| 2.0i TD   | MC3        | 04/1998–03/1999 | 1994 cm³ | 63 (86)          | 20T2R     | nein   |
| 2.0i TDI  | MC3        | 03/1999–12/2000 | 1994 cm³ | 77 (105)         | 20T2R     | nein   |
| 2.0i TDS  | MC3        | 04/1998–03/1999 | 1994 cm³ | 77 (105)         | 20T2R     | nein   |
| 2.0i TDLS | MC3        | 03/1999–12/2000 | 1994 cm³ | 77 (105)         | 20T2R     | nein   |

1. 1 2  nicht auf dem deutschen Markt
2. ↑  Motor stammt von Rover